# セラフィム・マニオティス
セラフィム・マニオティス（Serafim Maniotis (ギリシア語: Σεραφείμ Μανιώτης、2000年5月17日 - ）は、ギリシャ・ラミア出身のプロサッカー選手。スーパーリーグ2・レヴァディアコス所属。ポジションは、ミッドフィールダー（守備的ミッドフィールダー）。

## 経歴
2014年、PAOKの下部組織に加入。
2019年、ヴェリアに2020年夏までローン移籍に出された。